# Charterhouse School
Charterhouse School er en af de fornemste og dyreste engelske privatskoler (public schools). Skolen blev grundlagt i 1611 af Thomas Sutton på Charterhouse Square i London, hvor der havde ligget et karteuserkloster. I 1872 flyttede skolen til Surrey, men eleverne bliver stadig kaldt karteusere.
Der går over 700 elever i alderen 13 til 18 år på skolen. Blandt berømte tidligere elever kan nævnes William Makepeace Thackeray (forfatter), Robert Baden-Powell (stifteren af spejderbevægelsen) og Ralph Vaughan Williams (komponist).

## Eksterne links
- Wikimedia Commons har flere filer relateret til Charterhouse School

| Skole | Spire Denne artikel om en skole, en uddannelsesinstitution eller uddannelse er en spire som bør udbygges. Du er velkommen til at hjælpe Wikipedia ved at udvide den. |

51°11′48″N 0°37′19″V / 51.19662°N 0.62197°V